# 日本財団ビル
日本財団ビル（にっぽんざいだんビル）は、東京都港区赤坂一丁目に所在する建築物である。1962年に吉村順三設計事務所の設計により日本NCRの本社ビルとして建設され、2000年に日本財団に譲渡された。

## 建築
住宅を得意とした吉村順三が初めて手掛けたオフィスビルである。本ビルの大きな特徴として、日本のオフィスビルとして初めてダブルスキン構造を採り入れたことがある。
北東側の外堀通りをはじめ北西、南東の三方を道路に囲まれた三角形の敷地に立地し、建物の平面も三角形に近い五角形の形状を持つ。隅を切ることで、景観的に連続性を持たせている。時間帯により変わる日射で生じる建物の負荷の変動の影響を軽減するため、室内の空気を二重のサッシの間を通して塔屋のファンで排気する換気システムが3階以上の事務室で採り入れられた。二重窓の外側はアルミサッシと熱線吸収ガラス、内側はボンデ鋼板と透明ガラスが使用され、それぞれ下部の一部は開閉可能な構造となっている。建設当時はアルミサッシの既製品がなく、奥村昭雄がアメリカの論文をもとに作図し、不二サッシと共同で製作した。外側窓のさらに外周には直射日光を軽減する庇を兼ねたメンテナンス用バルコニーを設け、黒色アルマイト仕上げのアルミ押出材の手すりを取り付けることにより水平方向に統一感のある印象を与える。塔屋には視覚的効果を計算した位置に「NCR」のネオン看板が設けられ、ウエザーサインの機能を持たせた。基準階の事務室は北東面から南東面にかけてV字型に配置され、トイレは北西側に置かれた。竣工当初は1階に製品の展示場、8階には社員食堂や娯楽室が設けられた。
2000年に日本財団が建物を取得。2001年に松田平田設計により改修され、内装や設備機器などが更新されたが、ダブルスキン構造は維持された。2001年に日本財団が虎ノ門の旧日本財団ビルから移転し、建物名が「NCRビルディング」から「日本財団ビル」に改められた。旧日本財団ビルは海洋船舶ビルに名称が変更され、2015年に笹川平和財団ビルに建て替えられた。
1964年に第5回建築業協会賞（BCS賞）、2003年にはDOCOMOMO Japanにより日本におけるモダン・ムーブメントの建築に選定された。